# Leïla Bekhti
Pour les articles homonymes, voir Bekhti.
Leïla Bekhti est une actrice française, née le 6 mars 1984 à Issy-les-Moulineaux, dans les Hauts-de-Seine.
Elle a notamment reçu le César du meilleur espoir féminin en 2011 pour son rôle dans Tout ce qui brille.

## Biographie

### Jeunesse et formation
Leïla Bekhti est née à Issy-les-Moulineaux dans une famille algérienne, originaire de Sidi Bel Abbès dans l'Ouest de l'Algérie, qui s'installe dans la région parisienne ; elle grandit à Bagneux et  est la benjamine de trois enfants. Alors qu'elle est lycéenne, elle achète régulièrement le magazine Casting, avec pour seule intention de s'amuser à regarder si des annonces peuvent lui correspondre, sans engager aucune démarche à chaque fois que c'est le cas. Après un baccalauréat littéraire (option « théâtre ») obtenu au lycée Maurice-Genevoix de Montrouge, elle s'inscrit sans conviction dans une faculté et suit dans ce cadre une formation sur l'art-thérapie. Elle suit aussi pendant six mois les cours de théâtre d'une école à Paris, sans véritable assiduité. Tout en effectuant divers petits boulots — dont celui de vendeuse dans une boutique de vêtements appartenant à son frère à Orléans, — pour payer ses cours, elle intègre ensuite l'école Stéphane-Gildas à Paris, puis le cours de Bérengère Basty à l'Art'aire Studio.

### Carrière

#### Débuts et ascension rapide (2005-2009)
En 2005, poussée par des amis,, elle se rend au casting de Sheitan, film de Kim Chapiron avec Vincent Cassel (également producteur du film), et y obtient un des rôles principaux, celui de Yasmine, une jeune femme n'ayant pas froid aux yeux. Sorti en salles le 1er février 2006, le film, thriller français aux frontières du film d'horreur, est interdit aux moins de seize ans et reste treize semaines à l'affiche, réalisant près de trois cent mille entrées.
La même année, elle interprète, sous la direction d'Alain Tasma, le rôle de Leïla dans le téléfilm Harkis, avec Smaïn dans le rôle de son père. Elle en profite pour se plonger dans cette période trouble de l'histoire algérienne, renouant avec les origines de sa famille, dont plusieurs membres, notamment son grand-père, ont combattu dans les rangs du FLN.
Au cinéma, elle décroche successivement le rôle de Zarka dans Paris je t'aime (fragment Quais de Seine, réalisé par Gurinder Chadha) et celui de Mounia dans Mauvaise Foi, le premier film de Roschdy Zem où elle interprète la sœur de celui-ci. À la télévision, elle enchaîne coup sur coup le rôle de Djamila dans un épisode de la série Madame le Proviseur et celui de Valli Devailly dans la série Les Tricheurs, créée par Claude Scasso, à laquelle elle participe jusqu'en 2009, aux côtés de Pascal Légitimus et de Sara Martins.
Suivent Choisir d'aimer, moyen métrage de Rachid Hami (qui lui vaut un prix d'interprétation au Festival Silhouette 2008), Pour l'amour de Dieu, téléfilm d'Ahmed Bouchaala et Zakia Tahri pour Arte, et Ali Baba et les 40 voleurs de Pierre Aknine (aux côtés de Gérard Jugnot), avant le long métrage de Nora Hamdi Des poupées et des anges, où son interprétation de Lya lui permet d'être présélectionnée pour le César du meilleur espoir féminin, même si elle n'est finalement pas retenue dans la liste des nommées.
En 2008, deux seconds rôles vont contribuer à accroître sa visibilité : celui de la fille du fellagha dans L'Instinct de mort, de Jean-François Richet, et surtout celui de Djamila dans le film Un prophète de Jacques Audiard. Ce dernier film, qui remporte neuf césars, vaut à celle qui tient le seul rôle féminin du casting sa première montée des marches lors du Festival de Cannes 2009, où le film obtient le grand prix du Jury.
Parallèlement, elle tourne pour la télévision le Conte de la frustration du rappeur Akhenaton, avec Nicolas Cazalé et Roschdy Zem, un nouvel épisode des Tricheurs, et participe à la web-série Twenty Show, fruit d'un partenariat inédit entre Arte et MySpace, qui deviendra un film documentaire un an plus tard.
En 2009, elle est membre du jury des courts métrages lors du Festival international du film fantastique de Gérardmer 2009.
La même année, outre un troisième volet de la série Les Tricheurs, son interprétation de Myriam dans Le Choix de Myriam, une mini-série en deux épisodes de Malik Chibane (avec Mehdi Nebbou et Anémone) qui narre, sur fond de saga familiale, l'arrivée en France de la première génération d'immigrés algériens, est saluée des deux côtés de la Méditerranée[réf. souhaitée]. Encore une fois, comme dans Harkis, ce rôle d'une mère courageuse la renvoie vers l'histoire de sa propre famille, et vers des origines dont elle se dit fière, même si elle réfute à l'avance l'idée d'être réduite à « l'Arabe de service ».

#### Consécration et tête d'affiche (2009-2012)

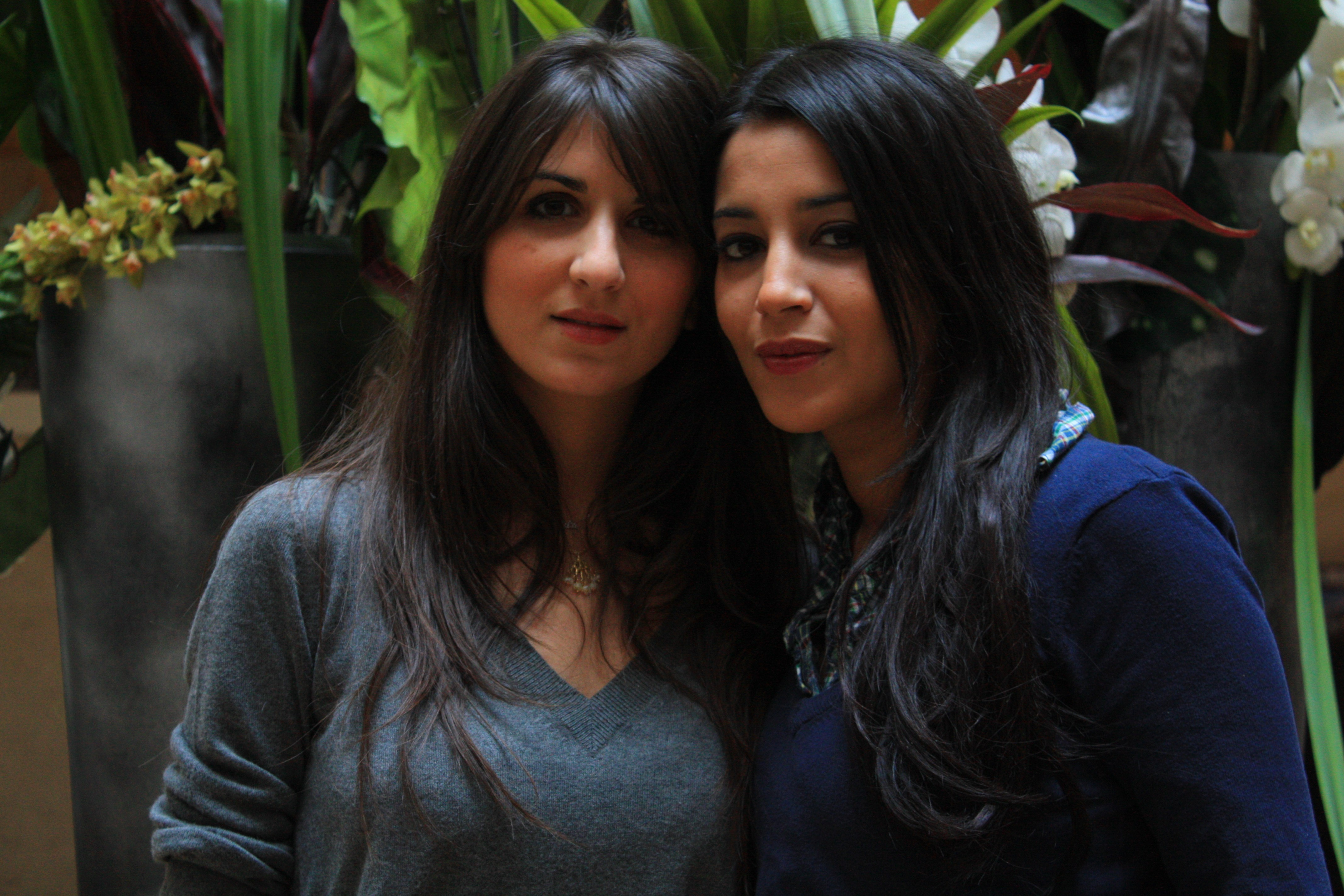
Géraldine Nakache et Leïla Bekhti lors d'une conférence de presse du film Tout ce qui brille en 2010.

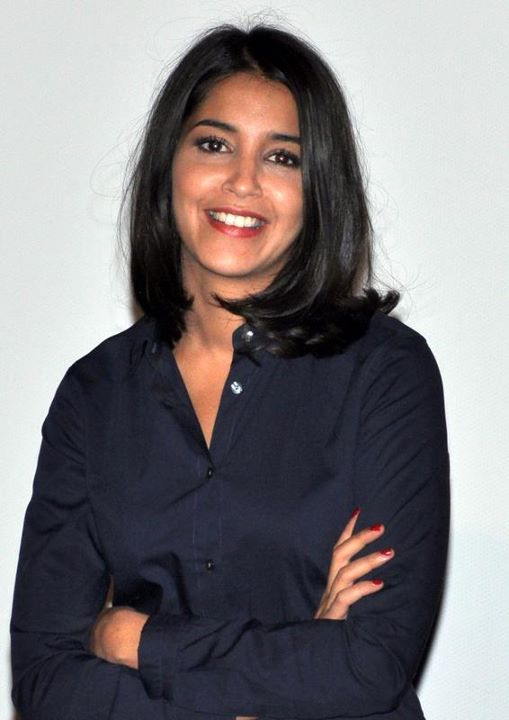
L'actrice en 2012 à l'avant-première dUne vie meilleure.

Surtout, 2009 est l'année de sa rencontre, au grand écran, avec Géraldine Nakache. La comédienne, qui a repéré sa prestation de footballeuse impétueuse dans Mauvaise Foi, lui propose le rôle de Lila dans Tout ce qui brille, son premier long-métrage (coréalisé avec Hervé Mimran, rencontré sur le tournage de Comme t'y es belle !, de Lisa Azuelos), dont une première ébauche a été tournée en 2007 sous la forme d'un court métrage intitulé Mind the gap. Sorti le 24 mars 2010, le film, loué par une partie de la profession, obtient vite un fort succès public ainsi que critique, réalisant plus d'1,3 million d'entrées et vaut à Leïla d'obtenir le Swann d’Or de la révélation féminine 2010 au Festival du film de Cabourg.
En 2010, elle accumule les tournages. Quatre années après Harkis, elle retrouve ainsi Alain Tasma pour le téléfilm Fracture (avec Samy Seghir et Anaïs Demoustier), inspiré du roman Ils sont votre épouvante et vous êtes leur crainte de Thierry Jonquet (paru aux Éditions du Seuil en 2006). Elle joue aussi dans la comédie Il reste du jambon ?, premier film d'Anne Depétrini.
Nommée ambassadrice du Printemps du Cinéma en mars 2010 aux côtés de Fabrice Luchini, elle entame en octobre, sous la direction de Radu Mihaileanu, le tournage de la Source des femmes, au Maroc, aux côtés de Hafsia Herzi.
En 2011, Leïla Bekhti confirme en étant tête d'affiche de trois longs-métrages de genres très différents :  le film musical Toi, moi, les autres, la comédie Itinéraire bis dans lequel elle donne la réplique à Fred Testot, puis le drame La Source des femmes pour lequel elle est nommée au César de la meilleure actrice en 2012.
Le 25 février 2011, elle remporte le César du meilleur espoir féminin, pour le rôle de l'impétueuse Lila dans Tout ce qui brille, de Géraldine Nakache et Hervé Mimran. Elle devient également l'une des égéries de L'Oréal, pour les publicités de la gamme de maquillage Accord Parfait.

#### Confirmation (depuis 2012)

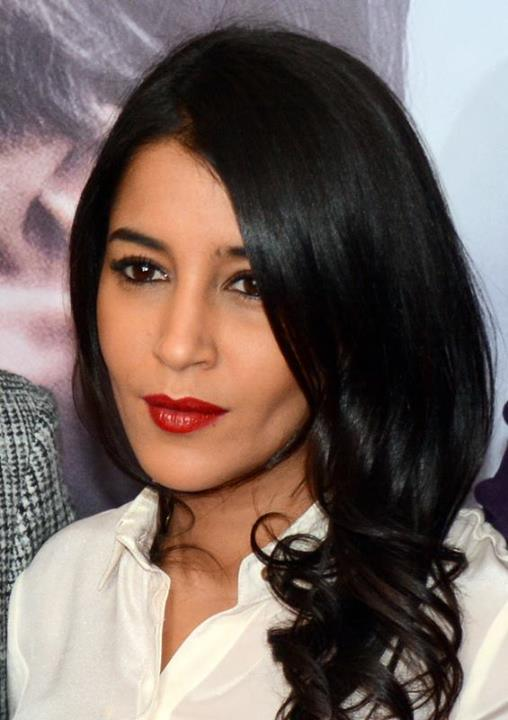
Leïla Bekhti lors d'une avant-première du film Avant l'hiver en 2013.

Lors du Festival de Cannes 2012 elle est membre du jury Un certain regard, présidé par l'acteur anglais Tim Roth.
La même année, elle retrouve Géraldine Nakache et Hervé Mimran pour leur second long-métrage, Nous York. Elle persévère néanmoins dans le drame pur avec deux films sociaux, menés par des cinéastes confirmés du genre : Une vie meilleure de Cédric Kahn, dans lequel elle donne la réplique à Guillaume Canet ; puis Mains armées, de Pierre Jolivet, où elle retrouve Roschdy Zem et Marc Lavoine.
En 2013, elle donne la réplique à Daniel Auteuil dans le drame Avant l'hiver de Philippe Claudel ; puis mène en 2014 le thriller social Maintenant ou jamais, de Serge Frydman.
En 2015, c'est à Reda Kateb qu'elle donne la réplique pour le drame L'Astragale, de Brigitte Sy. Et enfin elle fait confiance à un réalisateur débutant, Kheiron, pour la comédie dramatique autobiographique Nous trois ou rien, nommé au César du meilleur premier film 2016.
Elle enchaîne avec sa première série télévisée, tournant les huit épisodes de Jour polaire. Cette production franco-suédoise lui permet de jouer un personnage complexe, celui de la policière Kahina Zadi, écrit spécifiquement pour elle : « Ce n'est pas de jouer la Beurette de service qui m'a plu, mais l'intelligence de parler avec nuance de ses origines ».
Elle fait ensuite une pause pour terminer sa grossesse et accoucher de son premier enfant au milieu de l'année 2017. Elle reprend rapidement le chemin des plateaux de tournage. L'année suivante, elle est ainsi à l'affiche de quatre films.
En 2018, elle fait confiance à deux acteurs se lançant dans leurs premières réalisations : Jérémie Renier la dirige, avec son frère Yannick Renier, pour le thriller psychologique Carnivores ; puis Gilles Lellouche l'a intégrée dans le casting quatre étoiles de sa comédie très attendue, Le Grand Bain.
Entre-temps, elle tient un second rôle dans son premier film américain, Opération Beyrouth, porté par le tandem Jon Hamm / Rosamund Pike, et qui reçoit d'excellentes critiques au Festival de Sundance 2018.
Son quatrième et dernier film cette année-là est la comédie dramatique Un homme pressé, qui marque ses retrouvailles avec le co-réalisateur de Tout ce qui brille, Hervé Mimran. Elle en partage l'affiche avec Fabrice Luchini.
Durant cette année riche, elle est membre du jury du Festival du cinéma américain de Deauville 2018.
Elle tourne surtout deux films : la comédie sociale La Lutte des classes, de Michel Leclerc, où elle forme un couple de jeunes parents avec Édouard Baer. Puis elle retrouve Géraldine Nakache qui signe sa première réalisation en solo, la comédie J'irai où tu iras. Elle y jouera avec Patrick Timsit.

## Prises de position
En octobre 2019, lors d'une de ses rares prises de position politiques, elle publie sur son compte Instagram une lettre manuscrite après une polémique sur les mères voilées accompagnant les sorties scolaires. Elle se dit « effarée par la haine et le rejet de l'autre qui se propagent dans la société. Je ne veux plus que les femmes soient rejetées parce qu'elles portent un voile ou non [...]. Je n'ai pas forcément la solution. On pourra me taxer de naïveté, mais n'en déplaise aux porteurs de haine, la voix du vivre-ensemble existe. À nous de la propager ».
Le 15 mai 2024, elle affiche discrètement son soutien à la cause palestinienne en montant les marches du 77e festival de Cannes avec un badge en forme de cœur aux couleurs d'une pastèque,. Trois semaines plus tard, elle est l'une des principales signataires d'une tribune appelant le président de la République française, Emmanuel Macron, à reconnaître l'État de Palestine. 
En mai 2025, elle compte parmi les personnalités du cinéma signataires d'une pétition dénonçant le « silence » face au « génocide à Gaza ».

## Vie privée
En 2010, Leïla Bekhti épouse l'acteur Tahar Rahim, rencontré en 2007 sur le tournage du film Un prophète,. Le 25 juillet 2017, elle donne naissance à leur premier enfant, un garçon prénommé Souleiman. En novembre 2019, elle annonce sa deuxième grossesse. Elle accouche prématurément de leur fille en janvier 2020. Moins d'un an plus tard, en décembre 2020, elle donne naissance à leur troisième enfant, un garçon . En mars 2024, elle annonce avoir donné naissance à un quatrième enfant, une fille.
Sa meilleure amie est Géraldine Nakache avec qui elle entretient une relation particulière, décrivant cette dernière comme la sœur qu'elle s'est choisie, les deux jeunes femmes étant souvent associées l'une à l'autre. Elle est aussi voisine et amie d'Adèle Exarchopoulos, qu'elle soutient en tant que mère célibataire, et leurs fils respectifs sont aussi proches.

## Filmographie

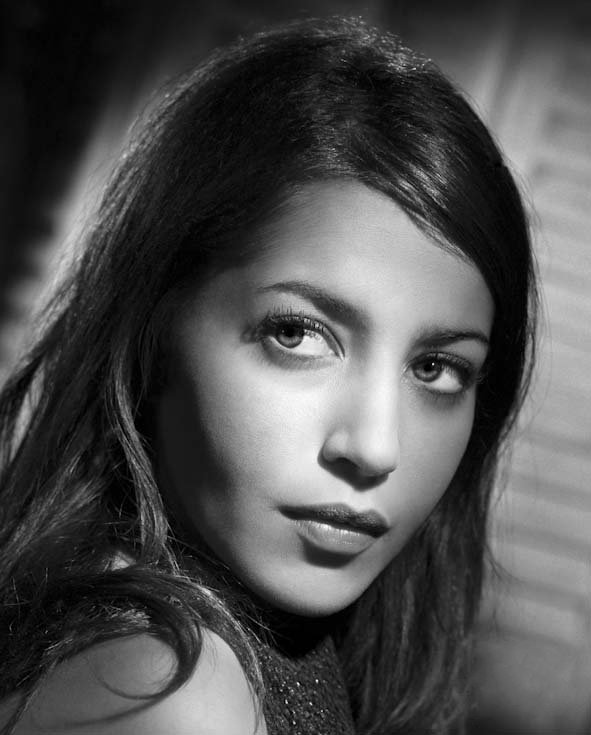
Leïla Bekhti en 2009.

Sauf indication contraire, les informations mentionnées dans cette section peuvent être confirmées par les bases de données cinématographiques  présentes dans la section « Liens externes ».

### Cinéma
- 2005 : Sheitan de Kim Chapiron : Yasmine
- 2005 : Paris, je t'aime, segment Quais de Seine de Gurinder Chadha : Zarka
- 2006 : Mauvaise Foi de Roschdy Zem : Mounia
- 2007 : Choisir d'aimer (moyen métrage) de Rachid Hami : Sarah
- 2007 : Tout ce qui brille (version court-métrage) de Géraldine Nakache et Hervé Mimran : Lila
- 2008 : Des poupées et des anges de Nora Hamdi : Lya
- 2008 : L'Instinct de mort de Jean-François Richet : la fille du fellagha
- 2008 : Un prophète de Jacques Audiard : Djamila
- 2010 : Tout ce qui brille (version long-métrage) de Géraldine Nakache et Hervé Mimran : Lila
- 2010 : Il reste du jambon ? d'Anne Depétrini : Anissa
- 2011 : Toi, moi, les autres d'Audrey Estrougo : Leïla
- 2011 : La Source des femmes de Radu Mihaileanu : Leïla
- 2011 : Itinéraire bis de Jean-Luc Perréard : Nora
- 2012 : Une vie meilleure de Cédric Kahn : Nadia
- 2012 : Mains armées de Pierre Jolivet : Maya
- 2012 : Nous York de Géraldine Nakache et Hervé Mimran : Samia
- 2013 : Avant l'hiver de Philippe Claudel : Lou
- 2014 : Maintenant ou jamais de Serge Frydman : Juliette
- 2015 : L'Astragale de Brigitte Sy : Albertine Damien
- 2015 : Nous trois ou rien de Kheiron : Fereshteh Tabib
- 2018 : Carnivores de Jérémie Renier et Yannick Renier : Mona Barni
- 2018 : Opération Beyrouth (Beirut) de Brad Anderson : Nadia
- 2018 : Le Grand Bain de Gilles Lellouche : Amanda
- 2018 : Un homme pressé d'Hervé Mimran : Jeanne
- 2019 : La Lutte des classes de Michel Leclerc : Sofia
- 2019 : J'irai où tu iras de Géraldine Nakache : Mina
- 2019 : Chanson douce de Lucie Borleteau : Myriam
- 2021 : Comment je suis devenu super-héros de Douglas Attal : Callista
- 2021 : Les Intranquilles de Joachim Lafosse : Leïla
- 2021 : La Troisième Guerre de Giovanni Aloi : Yasmine
- 2022 : C'est mon homme de Guillaume Bureau : Julie Delaunay
- 2023 : Je verrai toujours vos visages de Jeanne Herry : Nawelle
- 2024 : La Nouvelle Femme de Léa Todorov : Lili d'Alengy
- 2025 : Ma mère, Dieu et Sylvie Vartan de Ken Scott : Esther Perez
- 2026 : Changer l'eau des fleurs de Jean-Pierre Jeunet : Violette Toussaint

### Télévision
- 2006 : Madame le Proviseur (série télévisée, France 2) de Philippe Bérenger : Djamila
- 2006 : Les Tricheurs (série télévisée, M6) de Benoît d'Aubert : Vally Devailly
- 2006 : Harkis (téléfilm, France 2) d'Alain Tasma : Leïla
- 2006 : Pour l'amour de Dieu (téléfilm, Arte) d'Ahmed Bouchaala et Zakia Tahri : Meriem
- 2007 : Ali Baba et les 40 voleurs (téléfilm, TF1) de Pierre Aknine : Morgiane
- 2008-2009 : Les Tricheurs (série télévisée, France 3) de Laurent Carcélès : Vally Devailly
- 2009 : Le Choix de Myriam (téléfilm) de Malik Chibane : Myriam
- 2010 : Conte de la frustration (téléfilm) d'Akhenaton et Didier Darwin : Safia
- 2010 : Fracture (téléfilm) d'Alain Tasma : Zohra
- 2012 : Bref (série télévisée, Canal+), épisode Y'a des gens qui m'énervent
- 2016 : Jour polaire de Måns Mårlind et Björn Stein (série télévisée, Canal+) : Kahina Zadi
- 2017 : Serge le Mytho (série télévisée, Canal+) : Nina (3 épisodes)
- 2020 : The Eddy (série, Netflix) de Damien Chazelle et Jack Thorne : Amira
- 2020 : La Flamme (série télévisée, Canal+) de Jonathan Cohen : Alexandra
- 2021 : La Vengeance au triple galop (téléfilm) d'Alex Lutz : Crystal Clear
- 2022 : Le Flambeau : Les aventuriers de Chupacabra de Jonathan Cohen : Alexandra
- 2023 : LOL : qui rit, sort ! sur Amazon Prime : participation

### Web série
- 2008 : Twenty Show (websérie, Arte, MySpace) de François Vautier : Yasmine Mered

### Doublage

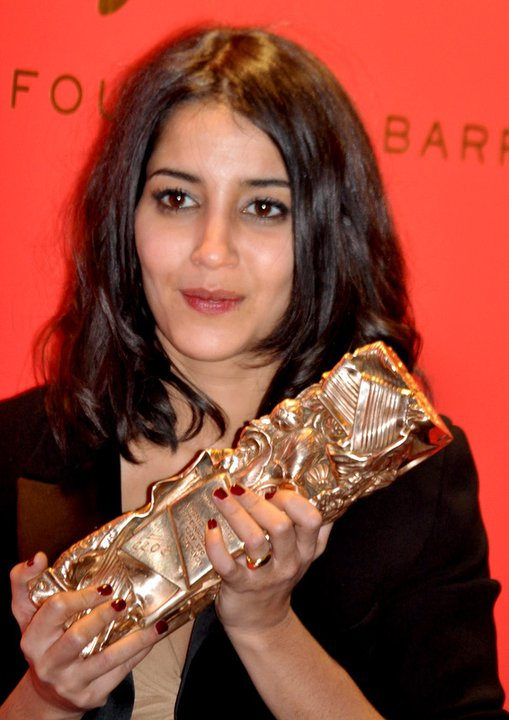
En 2011 avec son César du meilleur espoir féminin.

- 2013 : Planes : Ishani[64] (voix française)
- 2015 : En route ! : Tif[65] (voix française)
- 2016 : Le Livre de la Jungle : Kaa (voix française)
- 2019 : La Fameuse Invasion des ours en Sicile de Lorenzo Mattotti : Almerina (voix originale)

## Théâtre
- 2012-2013 : À la française d'Édouard Baer, mise en scène de l'auteur, Théâtre Marigny, Théâtre Liberté, tournée[66]

## Distinctions
Sauf indication contraire, les informations mentionnées dans cette section peuvent être confirmées par les bases de données cinématographiques  présentes dans la section « Liens externes ».

### Décoration
- Officière de l'ordre des Arts et des Lettres[67]

### Récompenses
- Festival du film de Cabourg 2011 : Swann d'or de la révélation féminine pour Tout ce qui brille
- Étoiles d'or du cinéma français 2011 : révélation féminine pour Tout ce qui brille
- César 2011 : meilleur espoir féminin pour Tout ce qui brille

### Nominations
- Prix Raimu de la comédie 2006 : prix de la comédienne dans un second rôle pour Mauvaise Foi
- Globes de Cristal 2011 : meilleure actrice pour Tout ce qui brille
- Globes de Cristal 2012 : meilleure actrice pour La Source des femmes
- César 2012 : meilleure actrice pour La Source des femmes
- César 2019 : meilleure actrice dans un second rôle pour Le Grand Bain
- César 2022 : meilleure actrice pour Les Intranquilles
- César 2024 : meilleure actrice dans un second rôle pour Je verrai toujours vos visages